# Toxine (boek)
Toxine is een jeugdboek van Johan Vandevelde. Dit griezelboek is uitgegeven in februari 2007 door uitgeverij Abimo in de reeks Bibberboeken en werd in 2008 genomineerd voor de Karel Verleyen prijs.

## Samenvatting
Yannick en Davy, tweelingbroers, gaan samen met enkele klasgenoten 's nachts naar het kerkhof, ze willen elkaars moed testen. Wim, de zoon van de bakker, verliest er per ongeluk zijn gsm en gaat midden in de nacht terug om hem te zoeken, maar Satan, de hond van conciërge César bijt hem drie vingers af. Satan sterft de volgende dag onder verdachte omstandigheden en César sterft van verdriet. Als dan ook Wim onverwacht sterft, loopt de situatie volledig uit de hand. Yannick en Davy blijken de enigen te zijn die iets kunnen ondernemen...